# Ford GT
El Ford GT es un automóvil superdeportivo cupé de dos puertas biplaza construido por el fabricante estadounidense Ford Motor Company entre 2004 y 2006; y desde 2016 hasta 2022.
Se inició como un prototipo diseñado en previsión del centenario de Ford y como parte de su campaña para exhibir y reactivar su patrimonio de nombres como Ford Mustang y Ford Thunderbird. Los diseñadores se inspiraron en el clásico Ford GT40, un automóvil de carreras de los años 1960; el GT es a veces confundido con su predecesor de los años 1960.

## Primera generación (2004-2006)

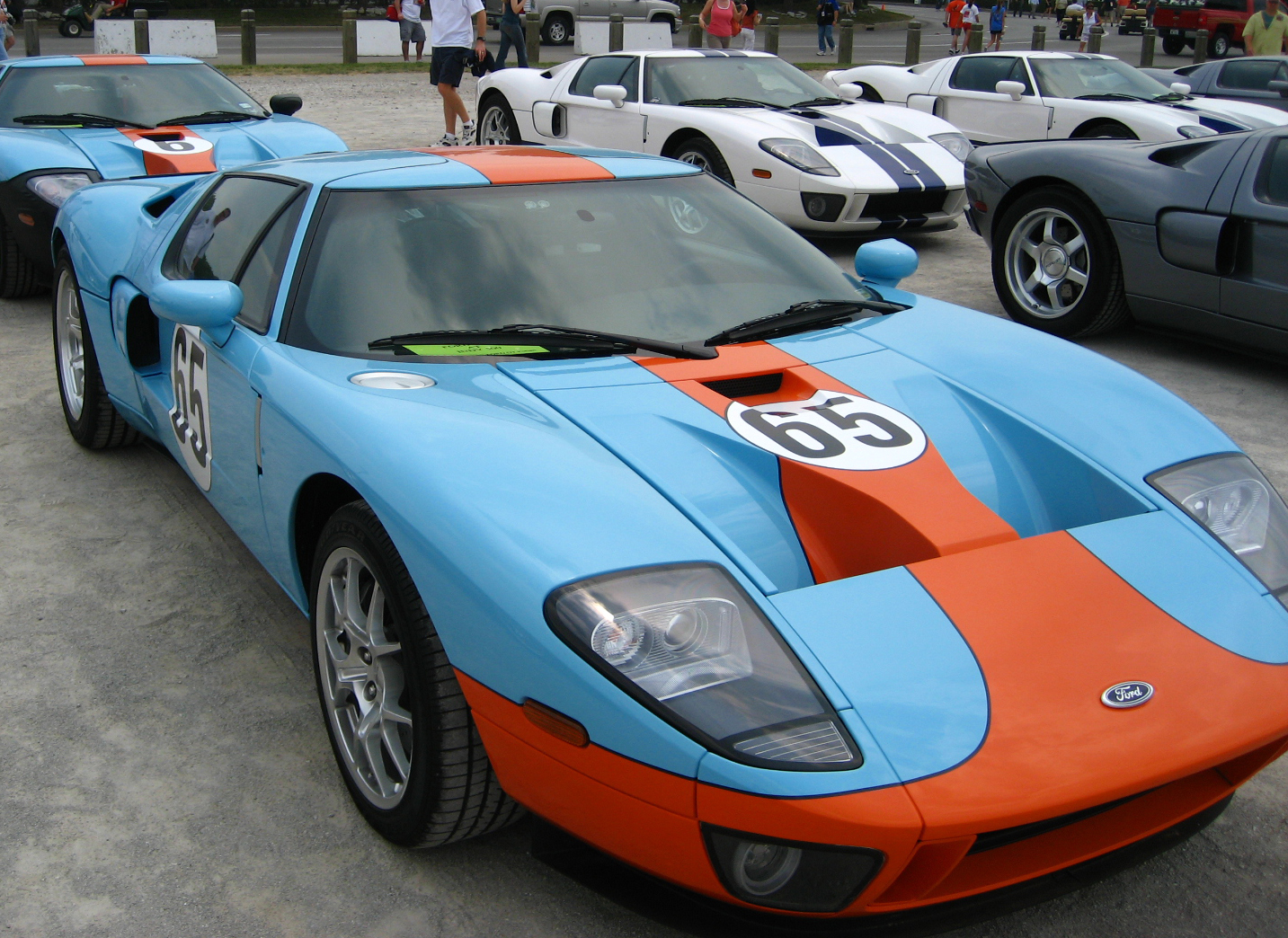
Con los colores históricos del coche ganador de las 24 Horas de Le Mans 1968.

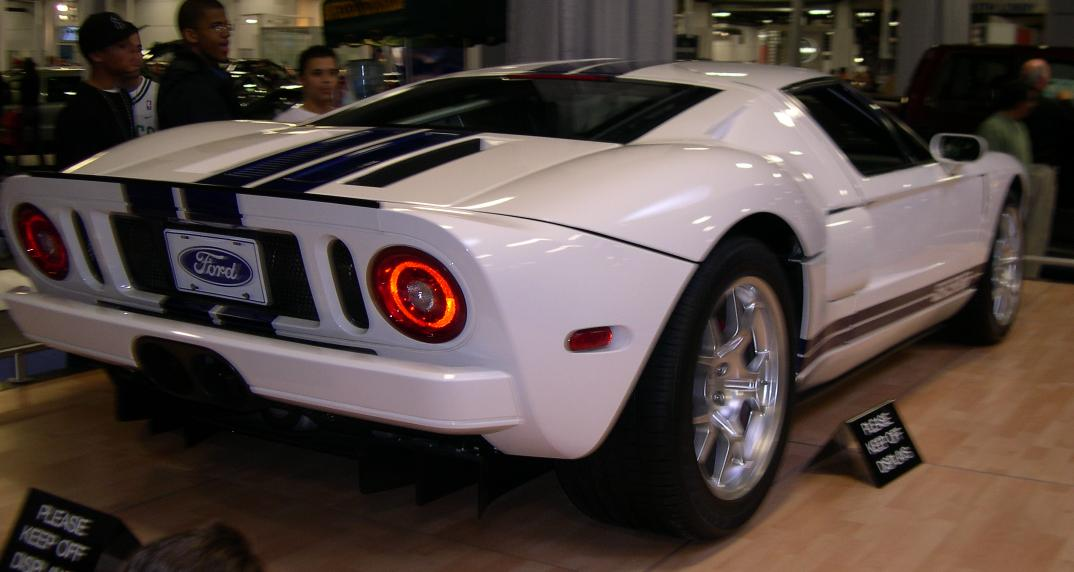
Vista trasera de un modelo 2005.

Dispone de un motor V8 a 90° Modular sobrealimentado de 5409 cm³ (5,4 L; 330,1 plg³), acoplado a una transmisión manual de seis velocidades. Equipa unos neumáticos Goodyear Eagle F1 Supercar 235/45 ZR18 x 9 pulgadas (45,7 x 22,9 cm) 88Y delanteros y 315/40 ZR19 x 11,5 pulgadas (48,3 x 29,2 cm) 103Y los traseros.
La Agencia de Protección Ambiental de los Estados Unidos (EPA) estimó su economía de combustible de 12 mpgAm (19,6 L/100 km; 5,1 km/L) en ciudad, 19 mpgAm (12,4 L/100 km; 8,1 km/L) en carretera y 14 mpgAm (16,8 L/100 km; 6 km/L) en ciclo combinado.
Comenzó como un prototipo diseñado en previsión del centenario de la marca automotriz y como parte de su campaña para exhibir y reactivar su patrimonio de nombres como el Ford Mustang y el Ford Thunderbird. En 1995, durante el Salón del Automóvil de Detroit, el concepto del rejuvenecido Ford GT90 fue mostrado al público. Sin embargo, la idea de recrear uno de los productos deportivos más icónicos como un deportivo de calle, llegó casi a comienzos de los años 2000, para ello se trabajó en un proyecto que se dio a conocer con el nombre en clave de Petunia. Finalmente, en el Salón del automóvil de 2002, Ford dio a conocer un nuevo concepto sobre el GT40.
El GT es similar en apariencia al coche original Ford GT40, pero más largo, más ancho y 3 pulgadas (7,6 cm) más alto que el original de 40 pulgadas (101,6 cm) y, como resultado, entre los nombres posibles fue el de GT43. Aunque los coches son aparentemente relacionados estructuralmente, no existe ninguna similitud salvo la apariencia entre el modelo GT moderno y el modelo de 1960, el GT40 del cual fue la inspiración. En todo caso, ambos comparten en su origen el objetivo de superar en prestaciones un conducción a los Ferrari comparables de sus épocas. El objetivo cumplido del Ford GT fue superar al Ferrari 360 Challenge Stradale. Tres prototipos de coches para su producción se mostraron en 2003 como parte del centenario de Ford. La entrega de la producción del nuevo Ford GT comenzó en el otoño del 2004. Una compañía de Ingeniería británica, Safir, construyó el rejuvenecido GT40 descontinuado en la década de 1980 y cuya propiedad del diseño del "GT40" original en esas épocas. Cuando terminó la producción, las últimas piezas del montaje del vehículo, su utillaje, así como el modelo de diseño de la marca, fue comprado por una pequeña compañía en Ohio Repuestos Safir GT40. Esta compañía autorizó la utilización del "GT40" cuya marca fue concedida a Ford para la demostración inicial en 2002. Cuando Ford decidió que entrara en producción el vehículo, las negociaciones entre las dos empresas que habían fracasado. La producción de dichos automóviles no llevarían aún la insignia del GT40.

### Ediciones especiales
Ford GTX1 (2005-2008)

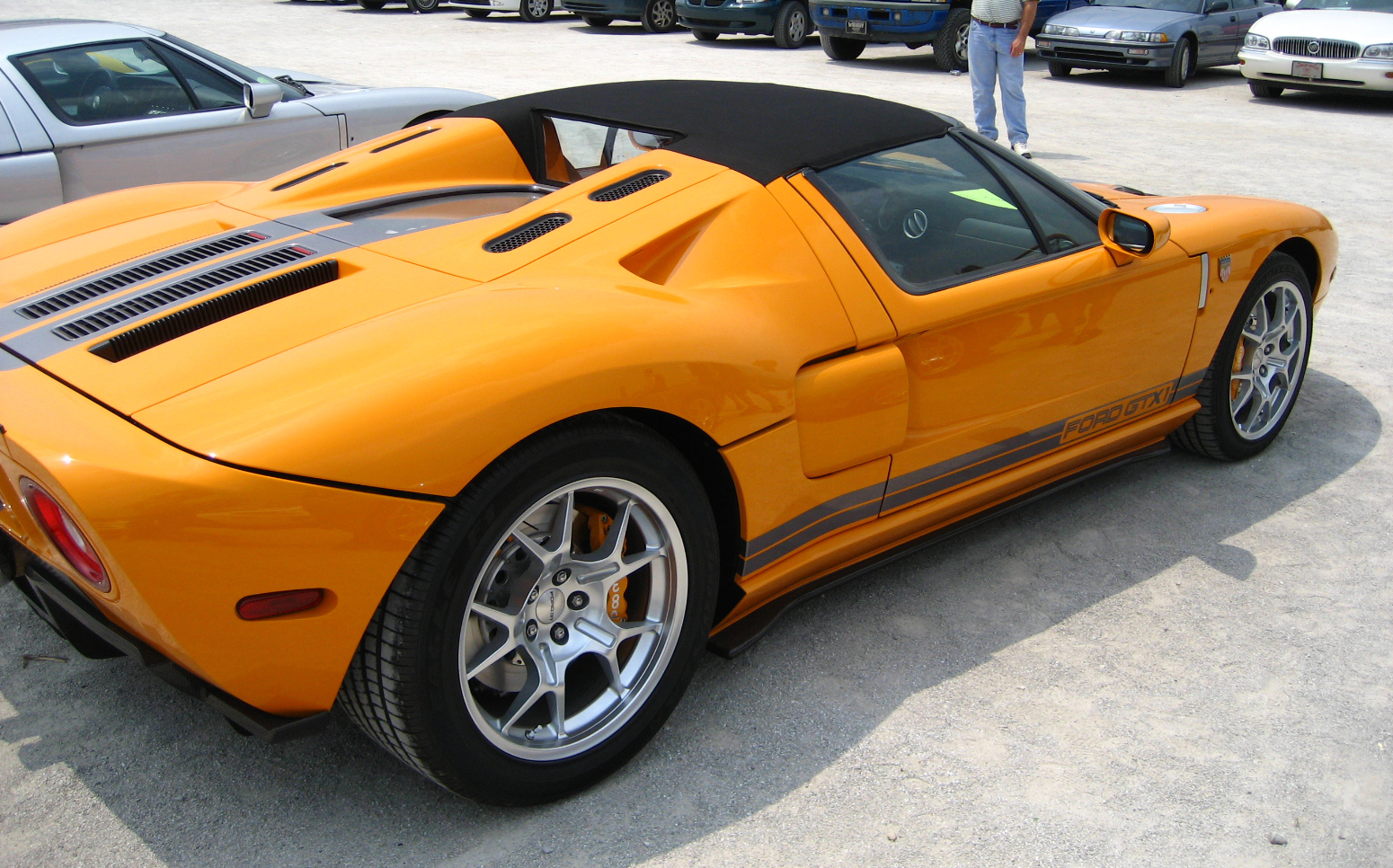
Prototipo GTX1 en las 500 Millas de Indianápolis de 2007.

En noviembre de 2005 fue presentado en Las Vegas, Nevada el Ford GTX1, una versión roadster del Ford GT. El Grupo de Diseño Genaddi realizó la conversión por US$48 000 (equivalente a $74 883 en 2023) en cuanto al mercado de accesorios. Se incluyen las actualizaciones opcionales como el rendimiento de la suspensión, los frenos y la aerodinámica, así como un sobrealimentador mejorado y un sistema de escape que aumentó la potencia a 700 HP (710 CV; 522 kW). Los planes fueron puestos para la modernización y fabricación de 600 de estos coches. Los 500 Ford GTX1 y 100 para la edición especial color anaranjado Valencia presentado en el "SEMA" de 2005, pero solamente 38 en total recibieron la orden y la producción terminó en agosto de 2008.
Ford GT Roush 600RE (2007)
Diez unidades fueron construidas. Competidor para el Chevrolet Corvette C6 Z06 y Dodge Viper SRT10.
Ford GT Avro Mirage 720 (2008)
Diez unidades. Competidor: ZR1 y ACR.

### Producción y ventas

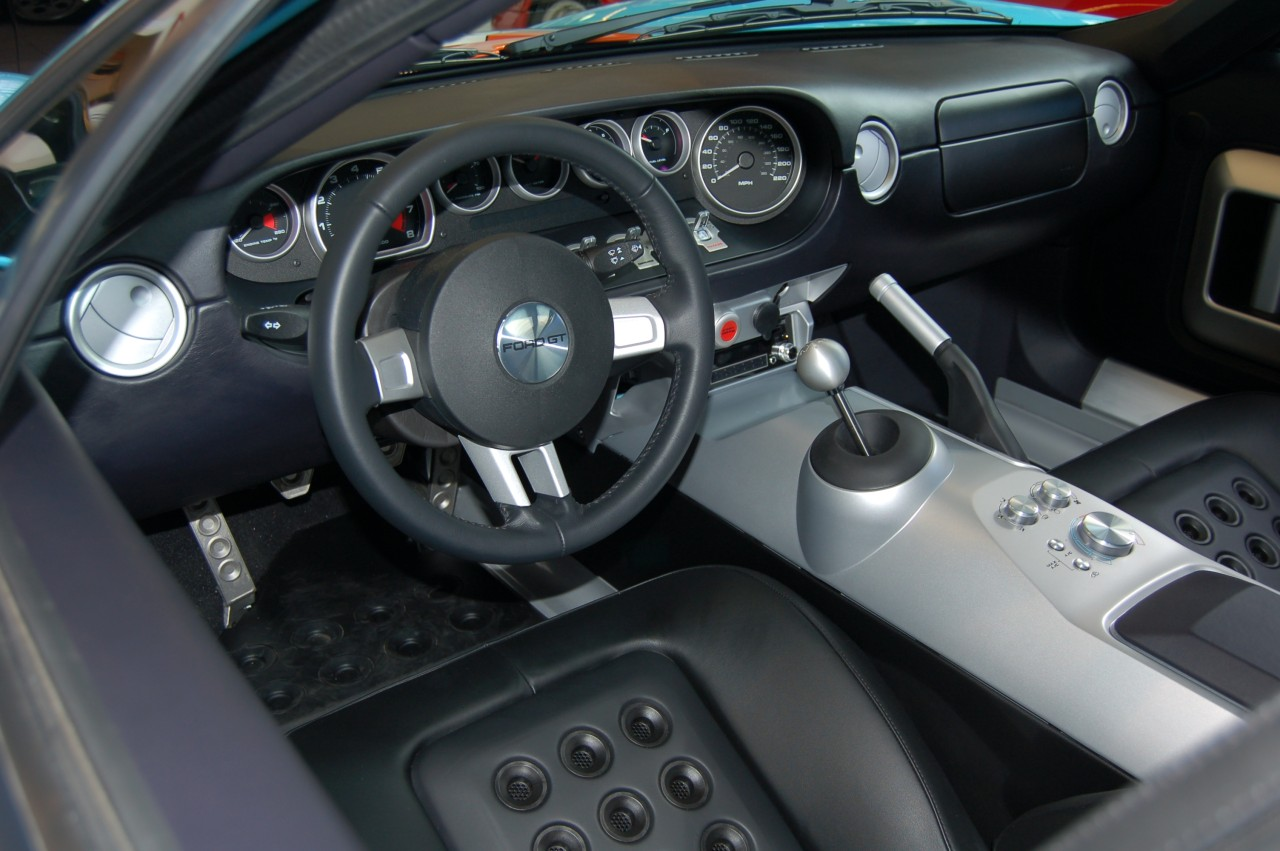
Habitáculo interior.

El GT se produjo sus respectivos modelos para el 2005 y 2006, con los primeros clientes al hacerse cargo en agosto de 2004. El montaje del GT comenzó en las instalaciones de la empresa Mayflower Vehicle Systems de Norwalk (Ohio), que fue ensamblado y pintado enteramente a mano por Saleen Special Vehicles en sus instalaciones Troy (Míchigan). Es impulsado por un motor fabricado en la planta de Ford Motor en Romeo (Míchigan). La instalación del motor y la caja de cambios manual de 6 velocidades y el acabado interior estuvo a cargo de la división SVT de Ford durante su construcción en la planta de Wixom, Míchigan. De los 4500 GT previstos inicialmente, 101 fueron destinados para su exportación a Europa a partir de finales de 2005, siendo pre-asignadas esas pocas unidades a compromisos del fabricante con personalidades de diversos ámbitos, siendo el piloto de Fórmula 1 Jenson Button uno de los privilegiados. Otros 200 de la producción de 2006 fueron destinados para la venta exclusiva en Canadá, que debido a la normativa específica de ese país tienen una modificación en el paragolpes trasero. La producción concluyó en 2006 sin alcanzar a la cantidad inicialmente prevista. Aproximadamente 550 coches fueron construidos en 2004, casi 1900 en 2005 y poco más de 1600 en 2006, para un total de 4038. Los últimos 11 coches fabricados por Mayflower fueron desmontados y los marcos y paneles de la carrocería fueron vendidos como repuestos.
Como ocurrió con muchos vehículos exóticos, cuando el Ford GT fue lanzado por primera vez, la demanda superó la oferta y los coches vendidos inicialmente fueron a precios superiores. La primera venta privada de Ford con motor de coche deportivo se completó a mediados del 4 de agosto de 2004, cuando el exejecutivo de Microsoft, Jon Shirley hizo la entrega del Ford Midnight Blue GT en 2005. Shirley había ganado el derecho para comprar la primera producción del Ford GT con chasis # 10 en una subasta benéfica en el Pebble Beach Concours d'Elegance después de que la licitación de la subasta lo vendiera en más de US$557 000. Algunos otros coches al principio fueron vendidos en US$100 000 más respecto al precio de venta sugerido de US$139 995 sin extras y antes de transporte e impuestos. Ford aumentó el precio sugerido de US$149 995 sin extras y antes de transporte e impuestos el 1 de julio de 2005. Los coches opcionales disponibles incluyen un sistema de sonido McIntosh, franjas de competición pintadas a mano, pinzas de freno rojo o gris (negro de serie) y rines de aluminio forjado BBS más ligeros, agregándole un adicional de US$13 500. La campaña de producción del modelo GT fue de 4038 coches, terminándose para el año 2006 el 21 de septiembre de 2006, por debajo de los 4500 previstos inicialmente. La planta de Wixom paró la producción de todos los modelos hasta 31 de mayo de 2007. Las ventas de la GT continuaron en 2007, con de los coches de los concesionarios que obtuvieron unidades en el sorteo que realizó el fabricante. El coche apareció en la portada del videojuego Gran Turismo 4. Con una producción tan limitada tanto en unidades como en años de comercialización, el Ford GT se ha convertido ya en un clásico objeto de deseo para coleccionistas.

### Rendimiento e ingeniería

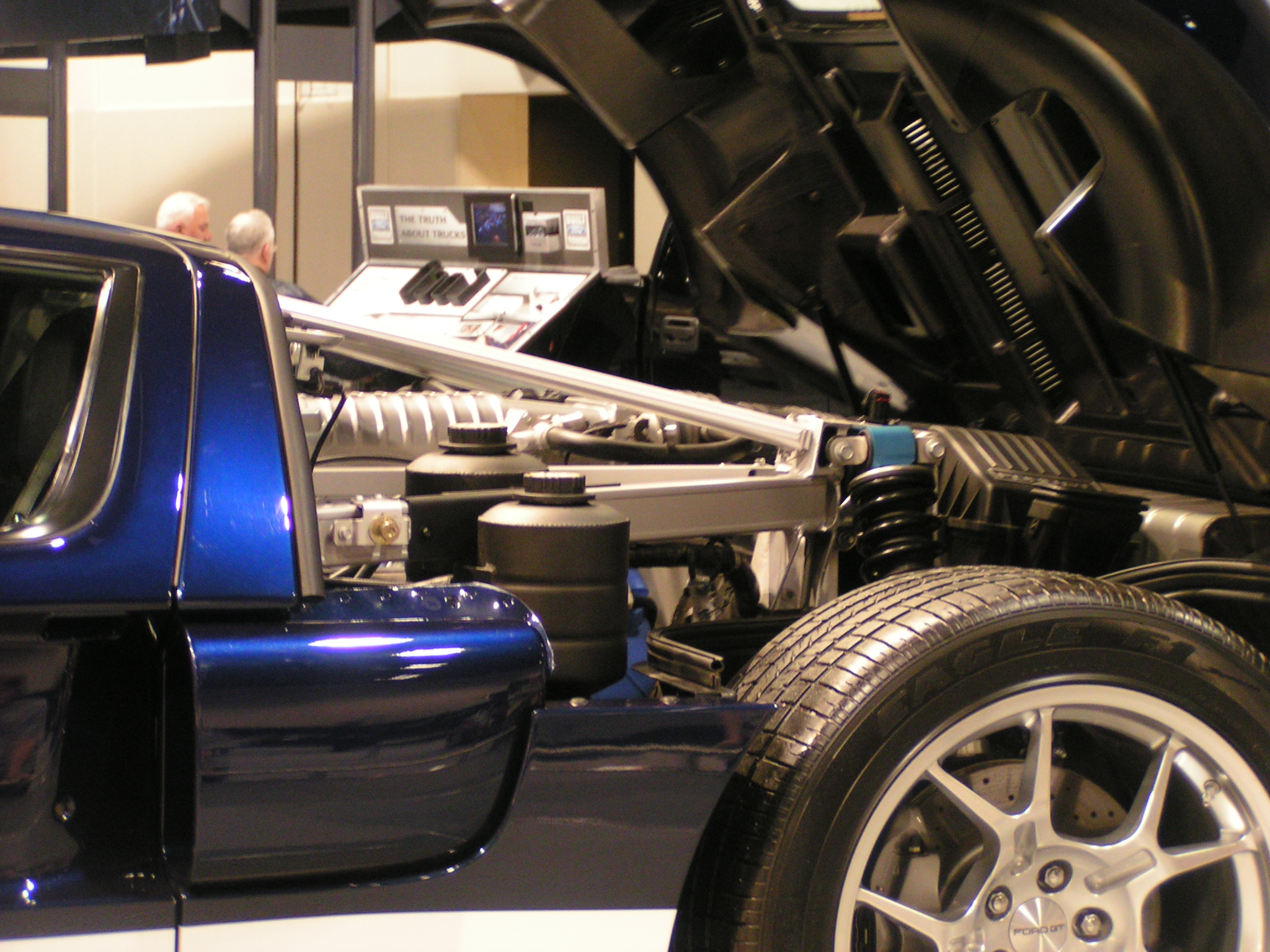
Motor de un modelo 2005.

El Ford GT cuenta con muchas tecnologías nuevas y únicas, incluyendo una estructura súper plástica formada por los paneles para la carrocería de aluminio, unidas en un despliegue para los paneles del piso y una soldadura por fricción para el túnel central, siendo este unido por un tanque de gas y con un sistema de inyección de combustible sin tapón y con una sola pieza para los paneles de las puertas y una cubierta del motor de aluminio con una sola pieza de fibra de carbono para el panel interior.
Los frenos son de cuatro pistones de aluminio Brembo con pinzas perforadas y rotores ventilados en las cuatro esquinas. Cuando la cubierta trasera se abre, los componentes de la suspensión trasera y el motor son visibles. La mitad del motor V8 de estructura modular de 5409 cm³ (5,4 L; 330,1 plg³), es completamente de aluminio con sobrealimentación Eaton 2300 del tipo Lysholm de doble husillo, ajustado a una presión de 0,83 bares (11,8 psi; 81,3 kPa). Cuenta con un montaje forjado de rotación situado en un bloque de aluminio diseñado específicamente para el programa del GT. Un sistema de cárter seco se utiliza para la lubricación, lo que permite que el motor esté ubicado bajo en el marco del coche. El motor DOHC con cabezas de cuatro válvulas, son una revisión del modelo del año 2000 de las cabezas del Ford Mustang SVT Cobra R, haciendo de los cilindros, que tiene un ligero aumento del grosor de la pared de fundición en el puerto de escape. Los árboles de levas tienen especificaciones únicas, con mayor elevación y duración que las que se encuentran en el Shelby GT 500 o los modelos de 2003-2004 del Ford Mustang SVT Cobra. La potencia teórica es de al menos 550 HP (558 CV; 410 kW) a las 6500 rpm y un par máximo de 500 lb·pie (678 N·m) a las 3750 rpm. Tiene una transmisión manual de seis velocidades y está equipado con un diferencial autoblocante.

### Especificaciones

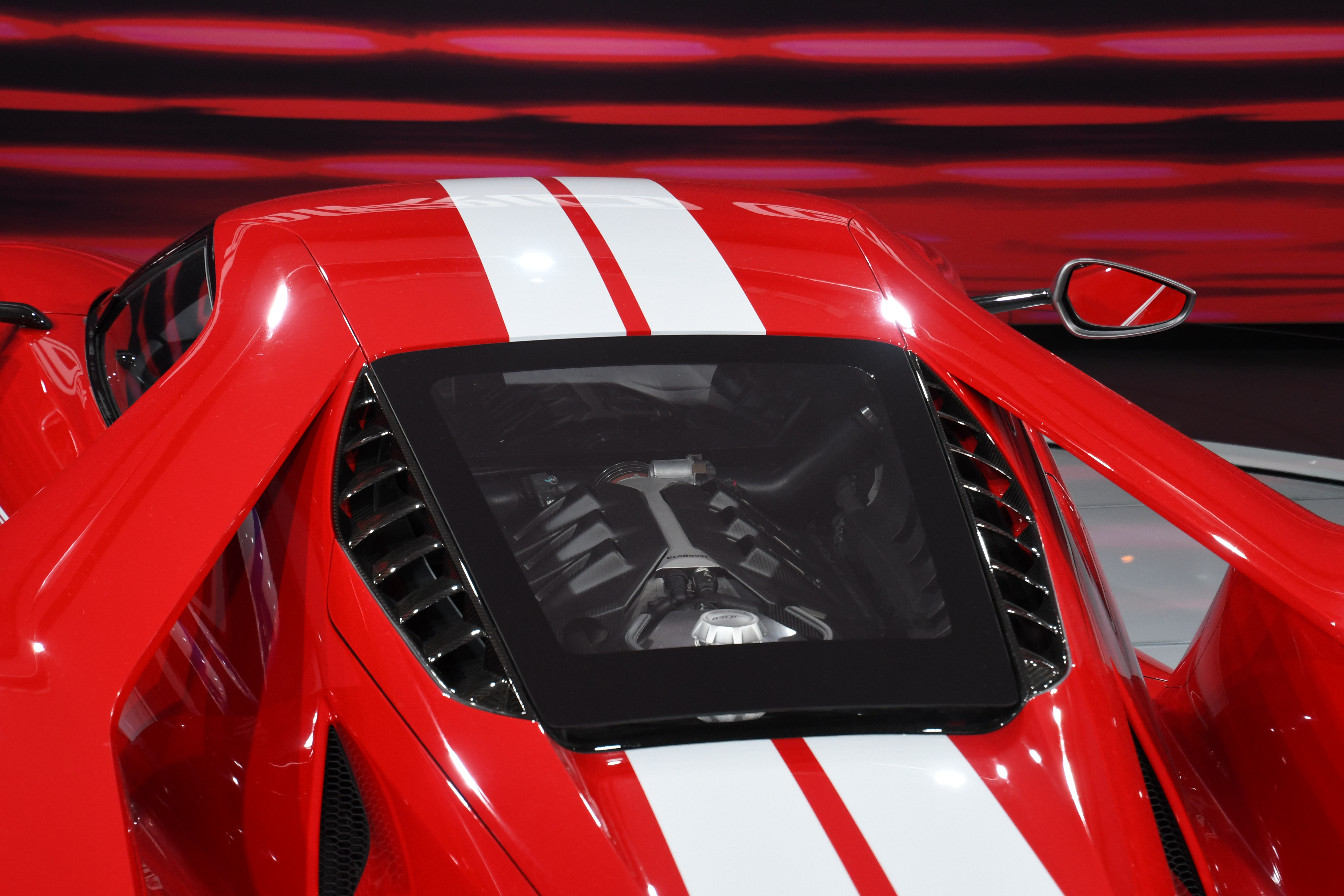
Compartimiento del motor en el Salón del Automóvil de Detroit de 2018.

| Materiales del motor                | Bloque y culatas de aluminio                                                    |
| Distribución                        | DOHC 4 válvulas por cilindro                                                    |
| Diámetro x carrera                  | 3,55 x 4,165 pulgadas (90,2 x 105,8 mm)                                         |
| Alimentación                        | Inyección electrónica multipunto                                                |
| Relación de compresión              | 8.4:1                                                                           |
| Línea roja                          | 6500 rpm                                                                        |
| Potencia máxima                     | 550 HP (558 CV; 410 kW) @ 6500 rpm                                              |
| Par máximo                          | 500 lb·pie (678 N·m) @ 3750 rpm                                                 |
| Capacidad del tanque de combustible | 17,5 galones americanos (66,2 L)                                                |
| Distribución de peso                | 43% delantero y 57% trasero                                                     |
| 0 a 30 mph (0 a 48 km/h)            | 1.6 segundos                                                                    |
| 0 a 100 mph (0 a 161 km/h)          | 7.8 segundos o 7.4 segundos                                                     |
| 1/4 de milla (402 m)                | 11.6 segundos a 126,2 mph (203,1 km/h) o 11.2 segundos a 131,2 mph (211,1 km/h) |

| 1.ª   | 2.ª   | 3.ª   | 4.ª   | 5.ª   | 6.ª   | Reversa | Final |
| ----- | ----- | ----- | ----- | ----- | ----- | ------- | ----- |
| 2.611 | 1.708 | 1.233 | 0.943 | 0.767 | 0.625 | 3.135   | 3.36  |

### En competición

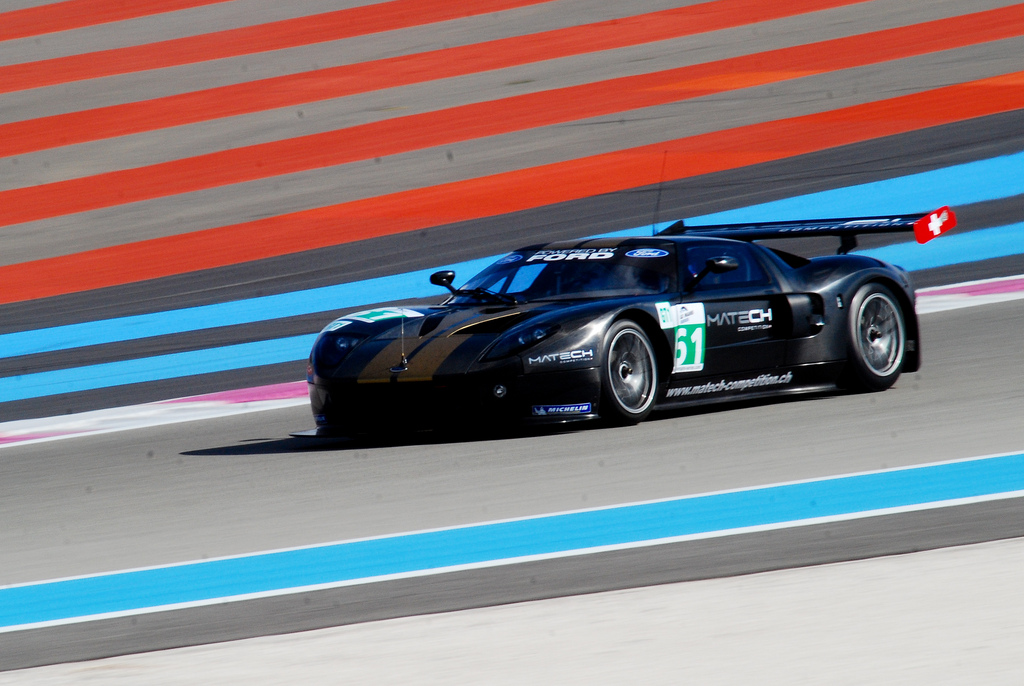
Ford GT de Matech en la fecha de Hungaroring por el Campeonato FIA GT.

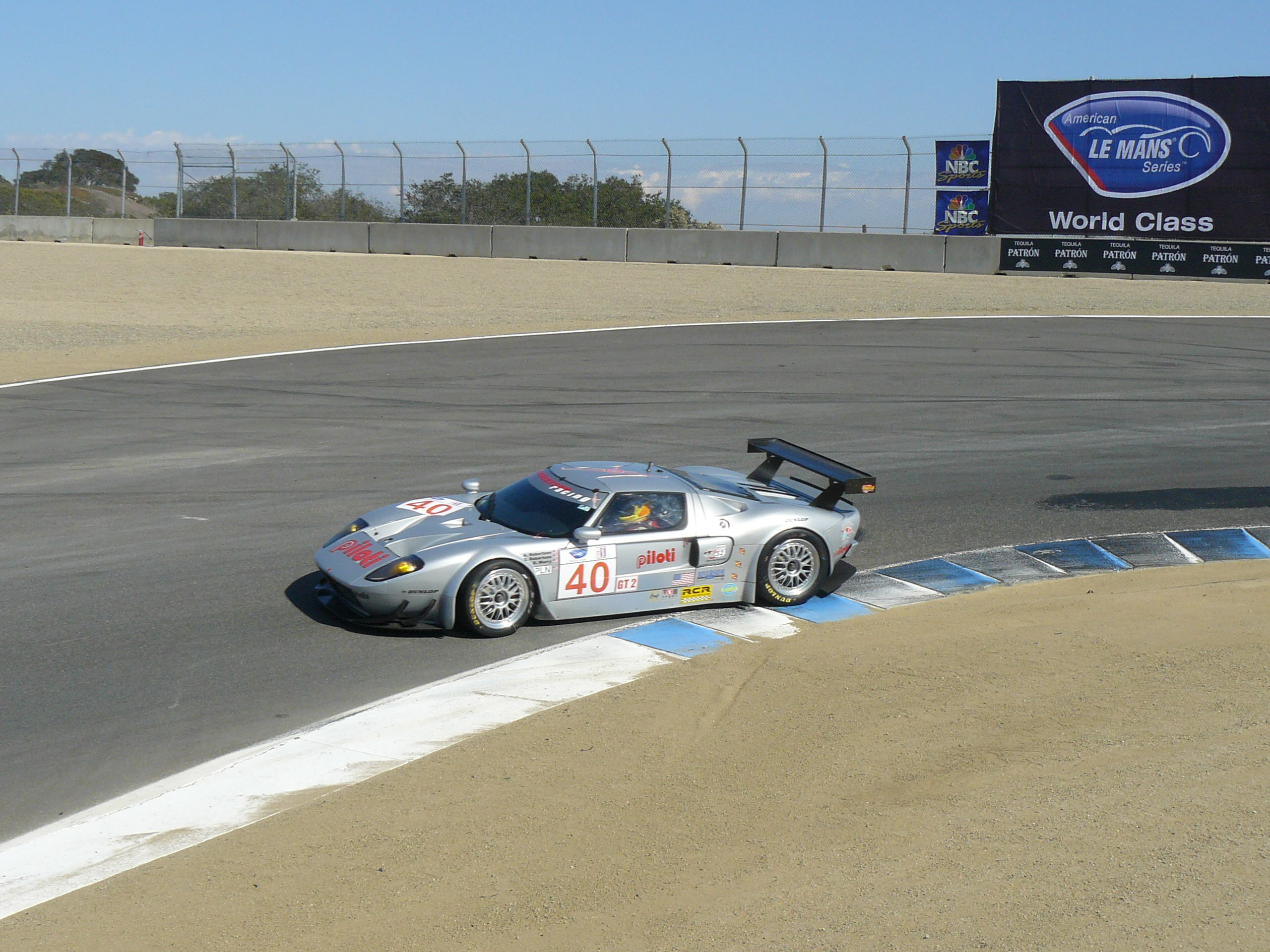
Ford GT1 LS de Robertson en el circuito WeatherTech Raceway Laguna Seca.

El Ford GT ha competido en varias competencias de automovilismo. Estos incluyen:
- Un altamente modificado Ford GT ha disputado en la Super GT Japonés en 2006 y 2007 en la clase GT300, impulsado por ya conocido motor de Fórmula 1 de la década de 1990 siendo un motor Ford Zetec-R de 3.5 L producido por Cosworth.

- El equipo suizo Matech Concepts puso en pista tres Ford GT GT3 en el Campeonato Europeo de GT3. Ganaron el título de equipos en 2008.

- El equipo Robertson Racing, con sede en Atlanta (Georgia), corrió con un Ford GT-R construido por Doran en la American Le Mans Series 2011, en la clase GT. El equipo hizo su participación en las 24 Horas de Le Mans de 2011, quedando en 3.er lugar en la clase LM GTE Am.

- Black Swan Racing compitió con un Ford GT-R, patrocinado por Falken Tire en la clase GT2 en la American Le Mans Series durante la temporada 2008.

#### Ford GT1
El Ford GT1 es una versión de carreras desarrollada por Matech Concepts para competir y cumplir con las normas del Campeonato Campeonato FIA GT. El debut oficial en carrera del Ford GT1 coincidió con el inicio de la temporada 2009 del Campeonato FIA GT en Silverstone. Para la temporada 2010 del Campeonato FIA GT, Matech y Marc VDS compitieron con dos Ford GT1 cada uno. Tres Ford GT1 compitieron en la edición 2010 de las 24 horas de Le Mans, con dos de estos coches (el #70 bajo la supervisión del equipo Marc VDS y el #61 conducido por Matech Concepts), tuvieron percances motrices que los obligaron a retirarse tempranamente. El tercer coche se retiró después de la carrera.
Para la temporada 2011 del Campeonato FIA GT, Matech dejó la serie y con esto, Marc VDS corrió cuatro Ford GT en la temporada, dos bajo el nombre de Marc VDS Racing Team y dos bajó el nombre de Belgian Racing.

## Segunda generación (2016-2022)

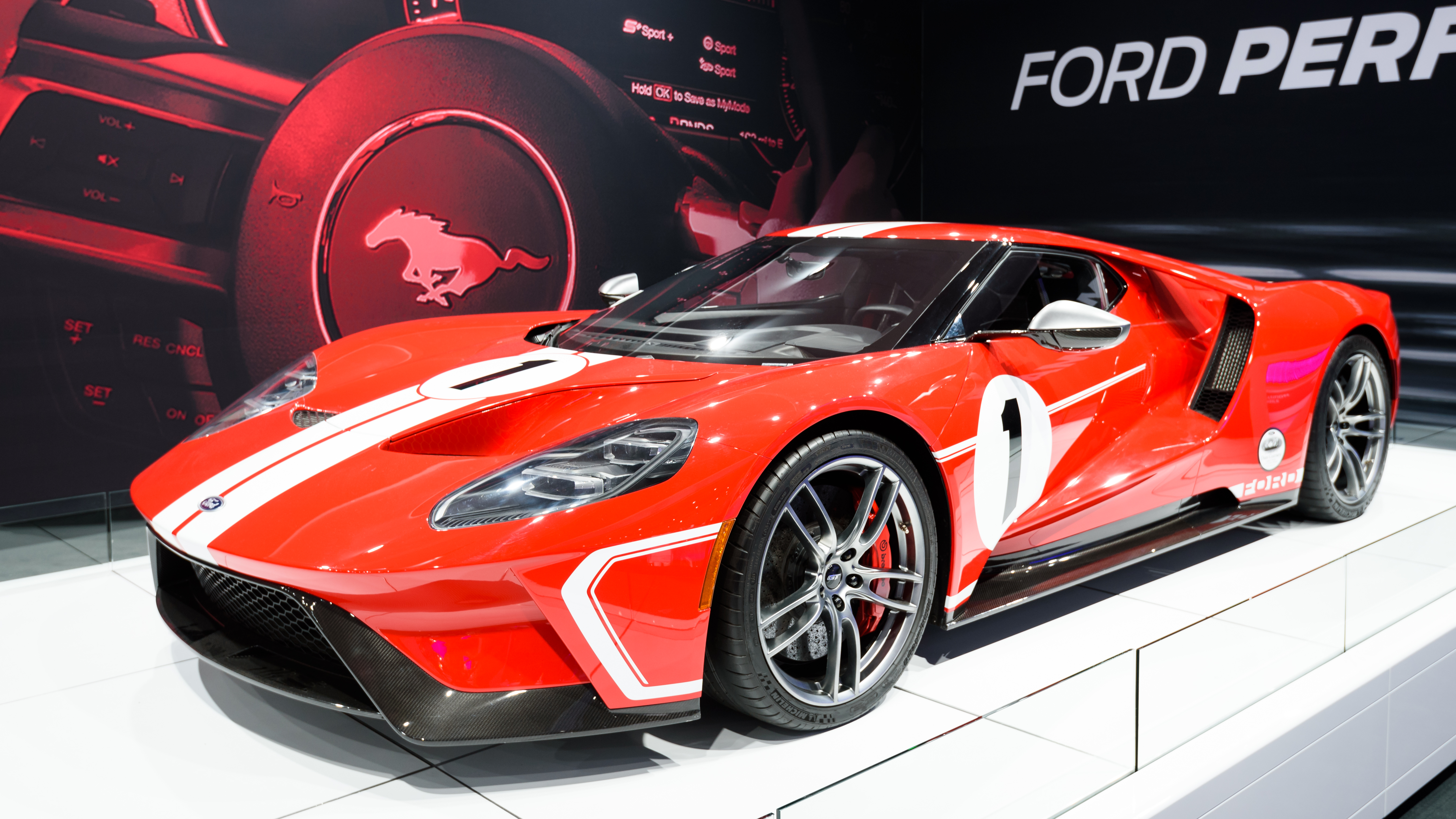
Edicin limitada de 2018 para celebrar al GT40 Mark IV #1 que ganó las 24 Horas de Le Mans en 1967.

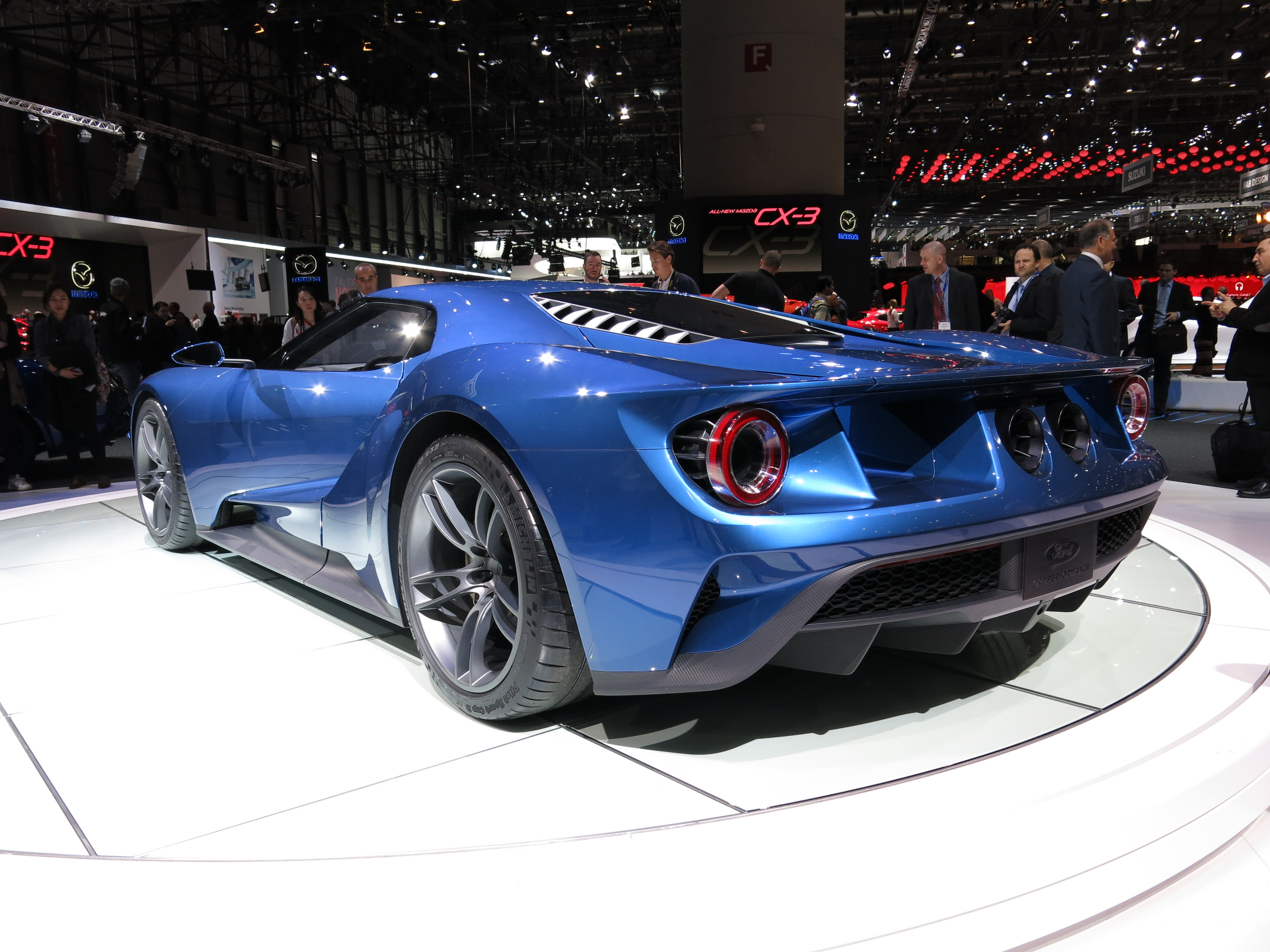
Vista trasera en el Salón del Automóvil de Ginebra de 2015.

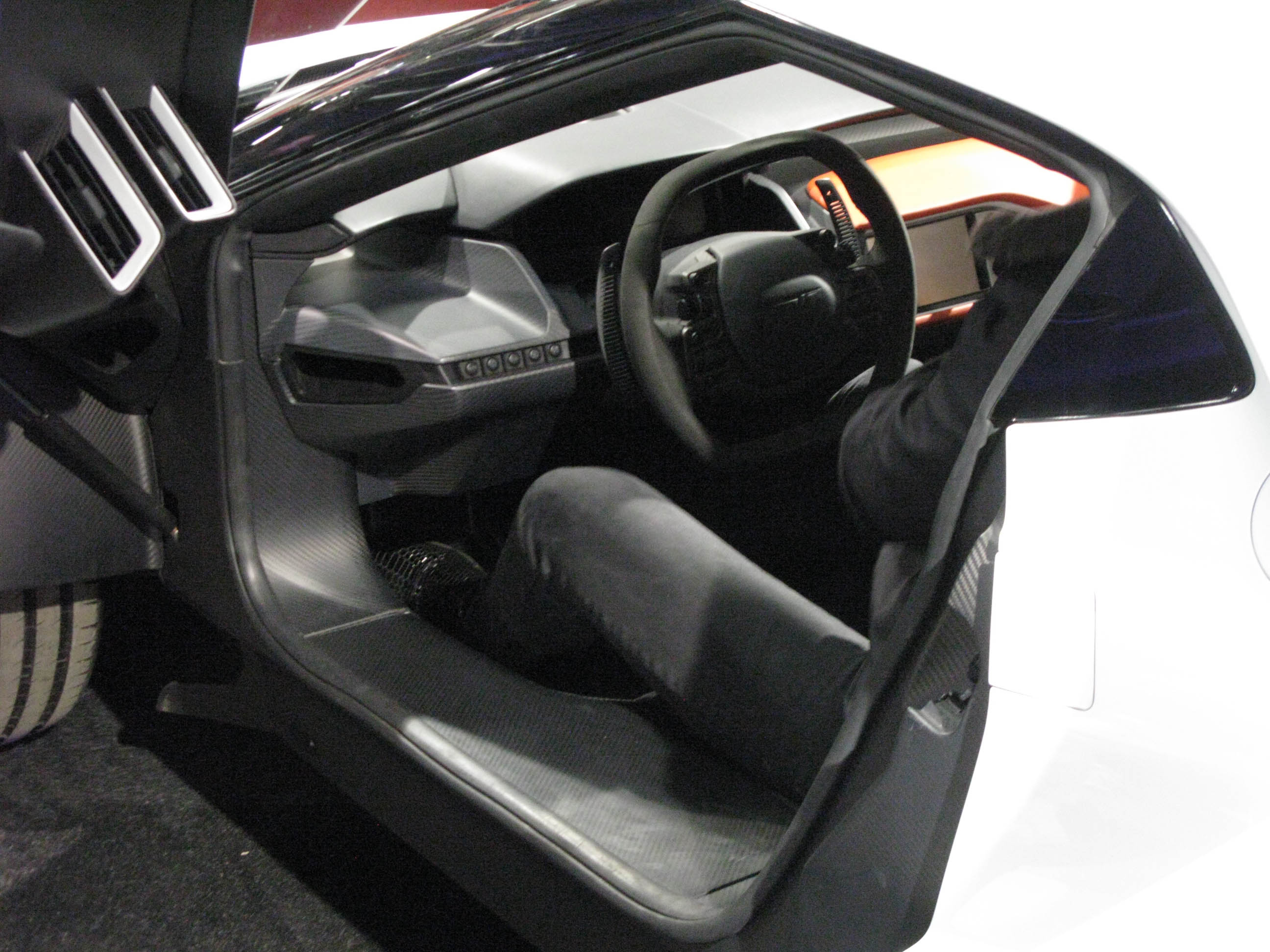
Habitáculo interior.

En el Salón del Automóvil de Detroit de 2015, un nuevo Ford GT fue presentado y está listo para ser producido en 2016, ya como año modelo 2017. Se marcarán 50 años desde que el Ford GT40 ganó las 24 Horas de Le Mans de 1966 y se espera que compita de nuevo en las 24 Horas de Le Mans de 2016 para conmemorar el aniversario.
El coche viene equipado con un motor V6 EcoBoost biturbo de 3497 cm³ (3,5 L; 213,4 plg³). Se esperaba un tiempo de 0 a 60 mph (0 a 97 km/h) en unos 3 segundos y una velocidad máxima superior a 216 mph (348 km/h). Según Ford, "el GT exhibirá una de las mejores relaciones potencia a peso de cualquier automóvil de producción", gracias al uso de fibra de carbono y aluminio. Tendrá una barra de torsión activa con suspensiones del tipo varilla de empuje (push-rod) que se puede ajustar, muy parecidas a las utilizadas por los monoplazas de Fórmula 1. Por otro lado, tiene puertas diédricas, ruedas de 20 pulgadas (50,8 cm) y frenos de disco cerámicos.
Se trata de un superdeportivo que recupera algunas señas de identidad del histórico Ford GT, sin desmerecer una gran dotación tecnológica que comprenderá avanzadas soluciones aerodinámicas activas y una construcción ultraligera. Tratará de competir con los mejores superdeportivos del mercado, con marcas como Ferrari, Lamborghini y McLaren.
En su habitáculo han abogado por un diseño minimalista, muy enfocado al conductor. En cualquier caso no prescindirá del confort, el equipamiento y las comodidades que todo el mundo espera de un coche moderno, como un equipo de entretenimiento avanzado y unos asientos confortables. El detalle más original y peculiar quizás lo tengamos en el diseño de su volante, con demasiados volantes que responden al enfoque deportivo que ha buscado Ford, de hecho, su volante es muy parecido al utilizado por algunos deportivos de carreras.
Entre sus rivales figuran modelos como el Ferrari 488 GTB o el McLaren 675LT, grandes superdeportivos a los cuales el Ford GT planta cara a golpe de prestaciones, diseño y la épica de su leyenda.
Como curiosidad, la reserva previa del Ford GT se realizó a través de un formulario en el que Ford se interesaba por tus coches previos, por tu actividad en redes sociales, por tu afición a las carreras de coches e incluso por tu trabajo. En este examen, Ford además te animaba a hacer un vídeo dando los motivos por los que te tendrían que asignar un Ford GT, una redacción y un par de fotos.
Este examen es consecuencia en primer lugar de la gran demanda de este modelo de limitada producción y en segundo lugar Ford quiere que las pocas unidades que se van a vender del Ford GT recaigan en manos de auténticos aficionados al motor y no especuladores que lo guarden en un garaje para subastarlo años más tarde sin apenas kilómetros, una práctica, desgraciadamente, demasiado habitual con deportivos de edición limitada.
Dado el éxito que ha tenido este modelo Ford ha tenido que ampliar su producción en dos años más. Inicialmente sólo se iba a producir durante dos años a un ritmo de 250 unidades por año por lo que la previsión es que en total se fabriquen 1000 unidades de este superdeportivo. Es producido por Multimatic en Canadá, donde también se produce el modelo de competición. A pesar de que se ha duplicado la producción del Ford GT los clientes interesados se cuentan por varios miles.

### Riesgo de incendio
La marca del óvalo azul lo ha llamado a revisión. La causa es que los modelos 2017 y 2018 podrían incendiarse por una falla en unas válvulas del sistema hidráulico que controlan el movimiento del alerón trasero. Estas válvulas pueden fallar y dejar salir el líquido con el que operan, mismo que podría escurrir hasta el escape y empezar un incendio.
Acorde a Ford, esto pasó con un auto en Alemania y afortunadamente no hubo heridos. Los autos afectados fueron fabricados entre el 20 de diciembre de 2016 y el 31 de julio de 2018. La solución llegará con una actualización de software que bajará la presión máxima que llegué al sistema y, de ser necesario, la aplicación de refuerzos en las uniones de los conductos.

### Fin de producción
Para celebrar la victoria de las 24 Horas de Le Mans de 1967, se lanzó una producción limitada a 67 unidades de la versión Mk IV fabricados a mano y orientados únicamente para su uso pista, la cual es la más radical aumentada a 800 HP (811 CV; 597 kW). Con esto se marca el fin de la producción del modelo, cuya selección de clientes previamente aprobada por Ford se llevaría a cabo durante el primer cuatrimestre de 2023, con sus respectivas entregas programadas hacia finales de la primavera de ese mismo año.

### Especificaciones
| Chasis                              | Monocasco de fibra de carbono con jaula de seguridad integrada y subestructura de aluminio    |
| Materiales del motor                | Bloque y cabezas de aluminio                                                                  |
| Distribución                        | DOHC 4 válvulas por cilindro, con Ti-VCT                                                      |
| Alimentación                        | Inyección directa multipunto electrónica secuencial, con ECU Ford PCM                         |
| Diámetro x carrera                  | 92,51 x 86,7 mm (3,64 x 3,41 pulgadas)                                                        |
| Relación de compresión              | 9.0:1                                                                                         |
| Potencia máxima                     | 647 HP (656 CV; 482 kW) @ 6250 rpm                                                            |
| Par máximo                          | 550 lb·pie (746 N·m) @ 5900 rpm                                                               |
| Sistema de lubricación              | Cárter seco con bomba de aceite externa de 4 etapas, con capacidad de 15,3 USqt (14,5 litros) |
| Capacidad del tanque de combustible | 15,2 galAm (57,5 litros)                                                                      |
| 0 a 30 mph (0 a 48 km/h)            | 1 segundo                                                                                     |
| 0 a 100 mph (0 a 161 km/h)          | 6.4 segundos                                                                                  |
| 1/4 de milla (402 m)                | 10.6 segundos a 129 mph (208 km/h)                                                            |

| 1.ª   | 2.ª   | 3.ª   | 4.ª   | 5.ª   | 6.ª   | 7.ª   | Reversa | Final |
| ----- | ----- | ----- | ----- | ----- | ----- | ----- | ------- | ----- |
| 3.397 | 2.186 | 1.626 | 1.285 | 1.029 | 0.839 | 0.634 | 2.79    | 3.667 |

### En competición

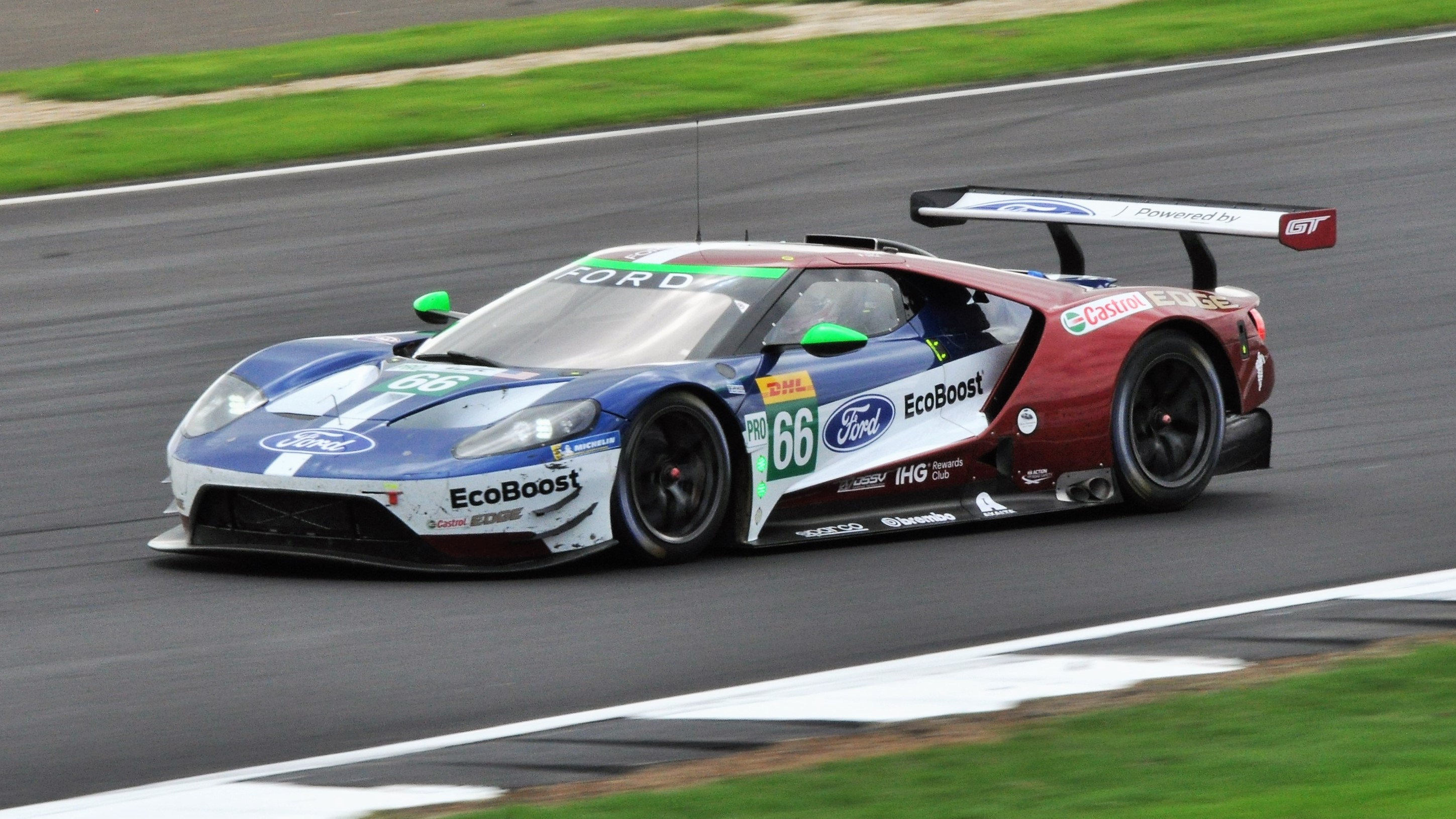
Versión GTE del equipo Chip Ganassi Racing en el Circuito de Silverstone en 2018, conducido por Stefan Mücke.

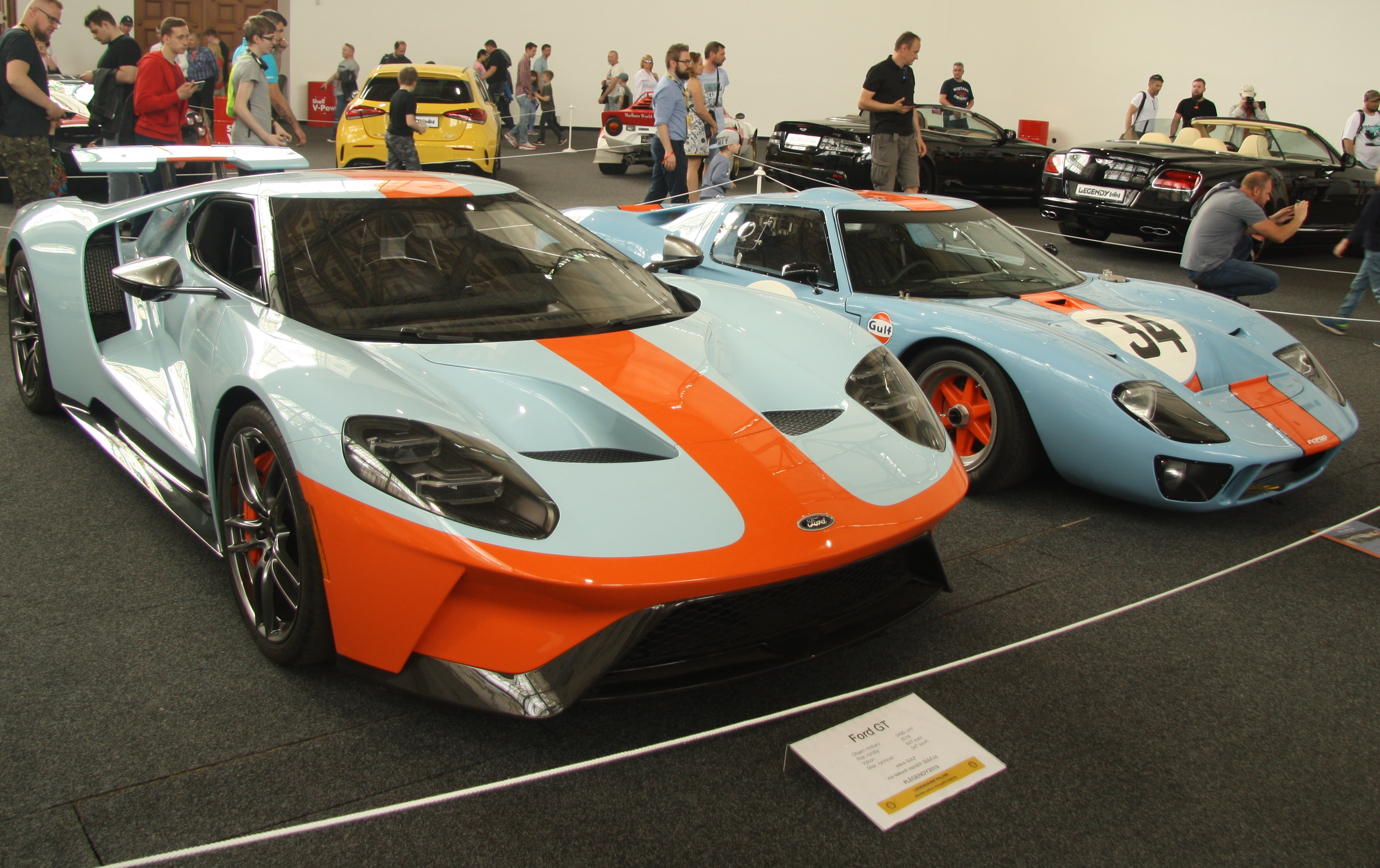
Modelos 2018 y 1968 en el Legendy de 2019 en Praga

En 2016, Ford comenzó a competir oficialmente con el nuevo GT en el Campeonato Mundial de Resistencia y el IMSA SportsCar Championship en asociación con el equipo Chip Ganassi Racing.

#### 2016
En 2016, la marca retornó al Campeonato Mundial de Resistencia con el nuevo Ford GT, en colaboración con el equipo Chip Ganassi Racing y se lleva nuevamente la victoria en este Legendario evento automotriz, gracias a los pilotos Sébastien Bourdais (Francia), Joey Hand (Estados Unidos) y Dirk Müller (Alemania), quienes conducían el Ford GT n.º 68.

#### 2017
En junio del 2017, se vuelve a presentar el Ford GT en las 24 Horas de Le Mans y obtiene el segundo lugar, dejándole el primer puesto al Aston Martin Racing Vantage GTE, que realizó 340 vueltas al igual que Ford.

## En la cultura popular
Ambas generaciones han aparecido en varias series de videojuegos de carreras, tales como: Asphalt, Need for Speed, Forza, Gran Turismo, entre otras.